# Leptonema gadzux
Leptonema gadzux là một loài Trichoptera trong họ Hydropsychidae. Chúng phân bố ở vùng Tân nhiệt đới.